# Ctenochira gilvipes
Ctenochira gilvipes är en stekelart som först beskrevs av Holmgren 1857.  Ctenochira gilvipes ingår i släktet Ctenochira och familjen brokparasitsteklar. Arten är reproducerande i Sverige. Inga underarter finns listade i Catalogue of Life.